# Minarti Timur
Minarti Timur (* 24. März 1968 in Surabaya) ist eine ehemalige indonesische Badmintonspielerin.

## Karriere
Minarti Timur nahm zweimal an den Olympischen Spielen teil. Bei Olympia 1996 wurde sie Fünfte im Mixed. Vier Jahre später gewann sie Silber. Im selben Jahr wurde sie auch Asienmeisterin. Des Weiteren siegte sie unter anderem bei den German Open, Indonesia Open, Japan Open und Thailand Open. Bei der Weltmeisterschaft 1997 gewann sie Bronze.

## Erfolge
| Saison    | Veranstaltung              | Disziplin   | Platz | Name                              |
| --------- | -------------------------- | ----------- | ----- | --------------------------------- |
| 1993      | China Open                 | Dameneinzel | 3     | Minarti Timur                     |
| 1994      | Thailand Open              | Mixed       | 1     | Tri Kusharyanto / Minarti Timur   |
| 1995      | Indonesia Open             | Mixed       | 1     | Tri Kusharyanto / Minarti Timur   |
| 1995      | Singapur Open              | Mixed       | 1     | Tri Kusharyanto / Minarti Timur   |
| 1995      | Weltcup                    | Mixed       | 1     | Tri Kusharyanto / Minarti Timur   |
| 1995/1996 | German Open                | Mixed       | 1     | Tri Kusharyanto / Minarti Timur   |
| 1996      | Olympia                    | Mixed       | 5     | Tri Kusharyanto / Minarti Timur   |
| 1996      | Weltcup                    | Mixed       | 1     | Sandiarto / Minarti Timur         |
| 1996      | Thailand Open              | Mixed       | 1     | Tri Kusharyanto / Minarti Timur   |
| 1996      | Malaysia Open              | Mixed       | 1     | Tri Kusharyanto / Minarti Timur   |
| 1996      | Indonesia Open             | Mixed       | 1     | Tri Kusharyanto / Minarti Timur   |
| 1997      | Weltmeisterschaft          | Mixed       | 3     | Tri Kusharyanto / Minarti Timur   |
| 1997      | Japan Open                 | Mixed       | 5     | Tri Kusharyanto / Minarti Timur   |
| 1997      | All England                | Mixed       | 2     | Tri Kusharyanto / Minarti Timur   |
| 1997      | Indonesia Open             | Damendoppel | 2     | Finarsih / Minarti Timur          |
| 1997      | Indonesia Open             | Mixed       | 1     | Tri Kusharyanto / Minarti Timur   |
| 1997      | Swiss Open                 | Mixed       | 2     | Flandy Limpele / Minarti Timur    |
| 1998      | Indonesia Open             | Damendoppel | 5     | Zelin Resiana / Minarti Timur     |
| 1998      | Indonesia Open             | Mixed       | 1     | Tri Kusharyanto / Minarti Timur   |
| 1998      | All England                | Mixed       | 3     | Minarti Timur / Tri Kusharyanto   |
| 1998      | Singapur Open              | Mixed       | 1     | Tri Kusharyanto / Minarti Timur   |
| 1998      | Asienspiele                | Mixed       | 3     | Trikus Haryanto / Minarti Timur   |
| 1998      | Brunei Open                | Mixed       | 3     | Bambang Suprianto / Minarti Timur |
| 1998      | Malaysia Open              | Mixed       | 1     | Tri Kusharyanto / Minarti Timur   |
| 1999      | Asienmeisterschaft         | Mixed       | 3     | Bambang Suprianto / Minarti Timur |
| 1999      | Chinese Taipei Open        | Mixed       | 5     | Tri Kusharyanto / Minarti Timur   |
| 1999      | Indonesia Open             | Mixed       | 1     | Tri Kusharyanto / Minarti Timur   |
| 1999      | Japan Open                 | Mixed       | 5     | Bambang Suprianto / Minarti Timur |
| 2000      | All England                | Mixed       | 3     | Tri Kusharyanto / Minarti Timur   |
| 2000      | Olympia                    | Mixed       | 2     | Tri Kusharyanto / Minarti Timur   |
| 2000      | Asienmeisterschaft         | Mixed       | 1     | Bambang Suprianto / Minarti Timur |
| 2000      | Japan Open                 | Mixed       | 2     | Tri Kusharyanto / Minarti Timur   |
| 2000      | Indonesia Open             | Damendoppel | 5     | Minarti Timur / Zelin Resiana     |
| 2000      | Malaysia Open              | Mixed       | 1     | Tri Kusharyanto / Minarti Timur   |
| 2000      | Chinese Taipei Open        | Mixed       | 3     | Tri Kusharyanto / Minarti Timur   |
| 2000      | Asienmeisterschaft         | Damendoppel | 2     | Eti Tantra / Minarti Timur        |
| 2000      | Indonesia Open             | Mixed       | 3     | Tri Kusharyanto / Minarti Timur   |
| 2001      | Indonesische Meisterschaft | Damendoppel | 1     | Minarti Timur / Vita Marissa      |
| 2001      | Asienmeisterschaft         | Mixed       | 2     | Bambang Suprianto / Minarti Timur |
| 2001      | Japan Open                 | Mixed       | 1     | Bambang Suprianto / Minarti Timur |
| 2001      | Indonesia Open             | Mixed       | 5     | Bambang Suprianto / Minarti Timur |
| 2002      | Indonesia Open             | Mixed       | 1     | Bambang Suprianto / Minarti Timur |
| 2002      | Japan Open                 | Mixed       | 3     | Bambang Suprianto / Minarti Timur |